# Anna Tutsek
Anna Emília Tutsek (Cluj-Napoca, 12 marzo 1865 – Budapest, 17 dicembre 1944) è stata una scrittrice e giornalista ungherese.
A partire dal 1894 diresse la rivista Magyar Leányok ("Ragazze ungheresi"). Pubblicò inoltre racconti e romanzi per ragazzi.

## Biografia
Nacque in una famiglia di umili origini. Suo padre aveva discendenze armene e sua madre era di origini tedesche. Grazie a suo zio Sándor, un ricco proprietario di una fabbrica di olio che de facto provvedeva alla famiglia, studiò il tedesco. All'età di 14 anni pubblicò i suoi primi racconti su alcune riviste letterarie ungheresi, tra cui il quotidiano in lingua tedesca Pester Lloyd.
Dopo la morte di suo padre, si trasferì con sua madre a Budapest. Non riuscì a lavorare come insegnante, in quanto sprovvista di un'istruzione formale. Le fu inoltre difficile affermarsi come scrittrice in un ambiente culturale poco favorevole alle donne.
Nel 1894 fu assunta come editrice della rivista per adolescenti Magyar Leányok. Scrisse inoltre una serie di racconti incentrati sulle avventure di Cilike, un'adolescente che vive secondo le convenzioni sociali del suo tempo. Le sue opere, in accordo con le idee conservatrici dell'epoca, le valsero il plauso dell'élite ungherese.

## Vita privata
Nel 1900 sposò il suo collega Róbert Tábori. Il matrimonio fu breve a causa dell'improvvisa morte di lui sopraggiunta nel 1905. La coppia ebbe un figlio.

## Opere selezionate
- Viola története (1895)
- Szélvész kisasszony (1898)
- Cilike (1904 – 1914)
- A hegyek között (1920)
- Az én utam (1935)